# Lilla Acktjärnen (Svärdsjö socken, Dalarna)
Lilla Acktjärnen är en sjö i Falu kommun i Dalarna och ingår i Gavleåns huvudavrinningsområde.